# Becontree
Becontree är en del av en befolkad plats i Storbritannien.   Den ligger i grevskapet Greater London och riksdelen England, i den sydöstra delen av landet, 18 km öster om huvudstaden London. Becontree ligger 11 meter över havet och antalet invånare är 100 000.
Terrängen runt Becontree är platt. Runt Becontree är det mycket tätbefolkat, med 4 039 invånare per kvadratkilometer. Närmaste större samhälle är City of London, 15,9 km väster om Becontree. Runt Becontree är det i huvudsak tätbebyggt.